# Pristimantis zimmermanae
Pristimantis zimmermanae é uma espécie de anfíbio  da família Craugastoridae.
É endémica do Brasil.
Os seus habitats naturais são: florestas subtropicais ou tropicais húmidas de baixa altitude, plantações , jardins rurais e florestas secundárias altamente degradadas.
Está ameaçada por perda de habitat.